# Good Canary

Good Canary est une pièce de théâtre de Zach Helm, mise en scène par John Malkovich au théâtre Comedia à Paris.
Elle a également été retransmise en direct à la télévision sur France 4 le 16 février 2008, puis rediffusée sur France 2 dans le cadre de l'émission Éteignez vos portables du 27 février 2009 (réalisation Patrick Czaplinski).

## Synopsis
Annie ne peut supporter le regard des autres. Pourquoi Jacques, son compagnon, fou d'amour pour elle, vit-il si mal le succès du nouveau roman qu'il vient d'écrire et dont l'histoire sulfureuse et provocatrice semble inspirée d'un vécu douloureux ? Lorsque la vérité éclatera aux yeux des autres, la violence se déchaînera.

## Fiche technique
- Auteur : Zach Helm
- Adaptation : Lulu et Michael Sadler
- Mise en scène : John Malkovich
- Assistante à la mise en scène : Fanette Barraya
- Décors : Pierre-François Limbosch
- Effets spéciaux et lumières : Christophe Grelié
- Costumes : Caroline de Vivaise
- Musique originale : Nicolas Errèra et Ariel Wizman
- Affiche : Terence Jones
- Production : Marie-Laure Munich, John Malkovich, Jean-Marc Ghanassia

## Distribution française
- Cristiana Reali : Annie
- Vincent Elbaz : Jacques
- José Paul : Mulholland
- Ariel Wizman : Jeff
- Jean-Paul Muel : Charlie
- Stéphane Boucher : Stuart
- Bénédicte Dessombz : Sylvia

## Récompenses
- Molière 2008 du meilleur metteur en scène (John Malkovich)
- Molière 2008 du meilleur décorateur (Pierre-François Limbosch)

## Note
1. ↑  Programme de la pièce